# Β
Β, β（ベータ、古代ギリシア語: βῆτα、ギリシア語: βήτα ヴィタ、ギリシア語ラテン翻字: bēta）は、ギリシア文字の第2番目の文字。音価は、古代では/b/、現代語では/v/。数価は2。
ラテン文字のB、キリル文字のВ, Бはこの文字を起源とする。

## 起源
フェニキア文字 𐤁 （ベート）に由来する。

## 記号としての用法
- 大文字の「Β」は、
  - 数学で、ベータ関数を表す。
- 小文字の「β」は、
  - 国際音声記号で有声両唇摩擦音をあらわす。
  - 数学で、αに次ぐ第2の定数としてしばしば用いられる。
  - 高校数学などで、αと組になる2次方程式の解、また角度を表すのに用いる。
  - 熱・統計力学において、逆温度 β = 1/kBT を表す。
  - ドイツ語の「ß（エスツェット）」が表示できない環境で、ここにßという文字が入ることを示す印の代用に用いられることがある（例：メディアミックス作品「Weiß kreuz→Weiβ kreuz」）。尚、英文タイプライターなどでßが出ないときの本来の代用表記はβではなくssである。
  - 主に日本語に無い漢字について、他の字と組み合わせて阝（右側にあるとおおざと、左側にあるとこざと）の代用として使われることがある。
    - 例: [β介]=阶（「階」の簡体字）

  - 電気回路のエミッタ接地回路における電流増幅率。

## Β/βのつく用語
- β粒子、β線、β崩壊
- βシート、βヘリックス、βバルジ、βヘアピン：タンパク質の二次構造。
- ベータマックス： ソニーが開発したビデオテープレコーダの規格の一つ。
- FM16β (富士通のパーソナルコンピュータ機種名)
- BETA Synt/Techno/Rev3,等（イタリアのオートバイ会社、およびその車種名）
- Beta Utensili s.p.a.（イタリアの工具メーカー）
- β値（株価指数に対する感応度を示す変数）
- β星：その星座の中で2番目に明るい恒星
- β版、βバージョン： ソフトウェア開発において、公式リリースされる前の、ユーザーによるテストを必要とする限定的リリース。
- β酸化: 官能基の隣の炭素をα炭素、その次をβ炭素、…と呼ぶが、そのβ炭素で反応が進むことから。
- β (お笑い芸人): WAHAHA本舗所属のお笑いタレント。
- ORβIT：日韓7人組の男性アイドルグループ。
- ヒュンダイ・βエンジン - 現代-起亜自動車グループの直列4気筒エンジンのシリーズ名。エラントラ、i30、JM、シード等に搭載。

## 符号位置
| 大文字 | Unicode | JIS X 0213 | 文字参照              | 小文字 | Unicode | JIS X 0213 | 文字参照              | 備考 |
| ------ | ------- | ---------- | --------------------- | ------ | ------- | ---------- | --------------------- | ---- |
| Β      | U+0392  | 1-6-2      | &Beta; &#x392; &#914; | β      | U+03B2  | 1-6-34     | &beta; &#x3B2; &#946; |      |

| 記号 | Unicode | JIS X 0213 | 文字参照       | 名称              |
| ---- | ------- | ---------- | -------------- | ----------------- |
| ϐ    | U+03D0  | -          | &#x3D0; &#976; | GREEK BETA SYMBOL |